# 仙台空港鉄道仙台空港線
仙台空港線（せんだいくうこうせん）は、宮城県名取市の名取駅から同市の仙台空港駅までを結ぶ仙台空港鉄道 (SAT) の鉄道路線である。

## 路線名称
様々な名称で呼ばれているため、以下に整理列挙する。
- 仙台空港線：名取駅 - 仙台空港駅
仙台空港鉄道が新設した同区間の正式路線名。
- 仙台空港アクセス線：仙台駅 - 仙台空港駅
直通運転が行われる「仙台駅 -  （JR東北本線）  - 名取駅 -  （SAT仙台空港線）  - 仙台空港駅」の区間の運行系統上の愛称。仙台空港鉄道と東日本旅客鉄道（JR東日本）の列車が共通で運行される。車内放送においても、この名称が用いられている。
- 仙台空港アクセス鉄道
仙台市都心部と仙台空港を結ぶ鉄道事業の構想段階からの通称。現在も上記2つのいずれかを指して、曖昧に使用され続けている[3][4][5][6][7][8][9]。

## 路線データ
- 管轄（事業種別）：仙台空港鉄道（第一種鉄道事業者）
- 区間・路線距離（営業キロ）：名取 - 仙台空港 7.1 km
- 建設主体: 鉄道建設・運輸施設整備支援機構が受託業務として建設
- 軌間：1067 mm
- 駅数：4駅（起終点駅を含む）
- 複線区間：なし（全線単線）
- 電化区間：全線（交流50Hz 20,000 V）
- 閉塞方式：自動閉塞式（特殊）
- 保安装置：ATS-Ps[10]
- 最高速度：110 km/h[2]
- 1日の利用者数：9,174人（2014年度）[11]

JR線以外で、既存路線の電化ではなく当初から電化路線として開業したものでは希少な全線交流電化路線である。JR線以外の全線交流電化路線は東北地方には他に阿武隈急行線、いわて銀河鉄道線、青い森鉄道線があるが、阿武隈急行線の新規開業区間以外は既存の路線を電化したものである。
東北本線と接続する名取駅付近以外の全線の9割において、高架橋・河川橋・地下トンネルによって地上の道路等・河川・空港敷地と連続的に立体交差している。そのため、線内の踏切も東北本線と共用の1か所（塩手街道踏切）以外は存在しない。
| 種類     | 延長     | 比率 |
| -------- | -------- | ---- |
| 路盤     | 約0.8 km | 11%  |
| 橋梁     | 約1.4 km | 20%  |
| 高架橋   | 約4.4 km | 61%  |
| トンネル | 約0.6 km | 08%  |

全線で開業当初より、SuicaおよびSuicaと相互利用しているICカードが利用できる。2009年3月13日までは相互利用カード（当時はPASMO・TOICA・ICOCA）については有人窓口での扱いとなっていた。仙台まるごとパスは、開業日に合わせて当線がエリア内に設定された。

## 沿線概況
名取駅を出ると、駅南側の塩手街道踏切を過ぎてから高架橋を上り、増田川の手前で進路を東に向けて東北本線の上り線をオーバークロスしてそのまま高架で直進する。県道杉ヶ袋増田線の上下線に挟まれる形で中央分離帯を東進するが、イオンモール名取の手前で一旦県道の北側に逸れて、杜せきのした駅に着く。杜せきのした駅を出ると再び県道に合流し中央分離帯を走り、宮城県総合教育センターの手前で今度は県道の南側に逸れて、美田園駅に着く。美田園駅を出ると南東に進路を変え、増田川と八間堀を越えて海岸寄りに向かう。高架橋は仙台空港に近づくにつれ地平に下りてゆき、そのまま滑走路の手前で地下トンネルとなる。滑走路の下を潜り抜けると空港の敷地の端を沿って進路を西に変えながら再び高架橋となり、そのまま空港ターミナルに直結した仙台空港駅に着く。

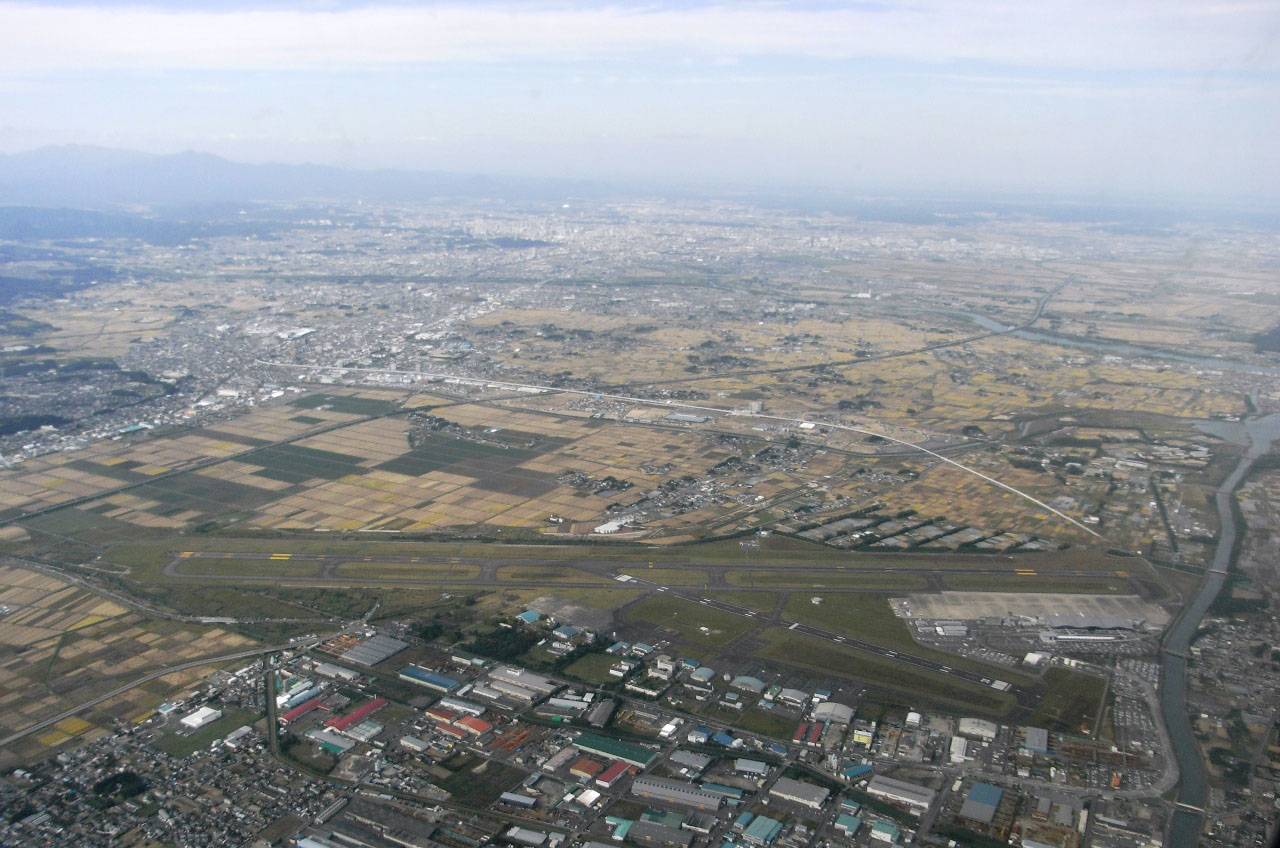
仙台空港線の高架橋区間（白線部分）
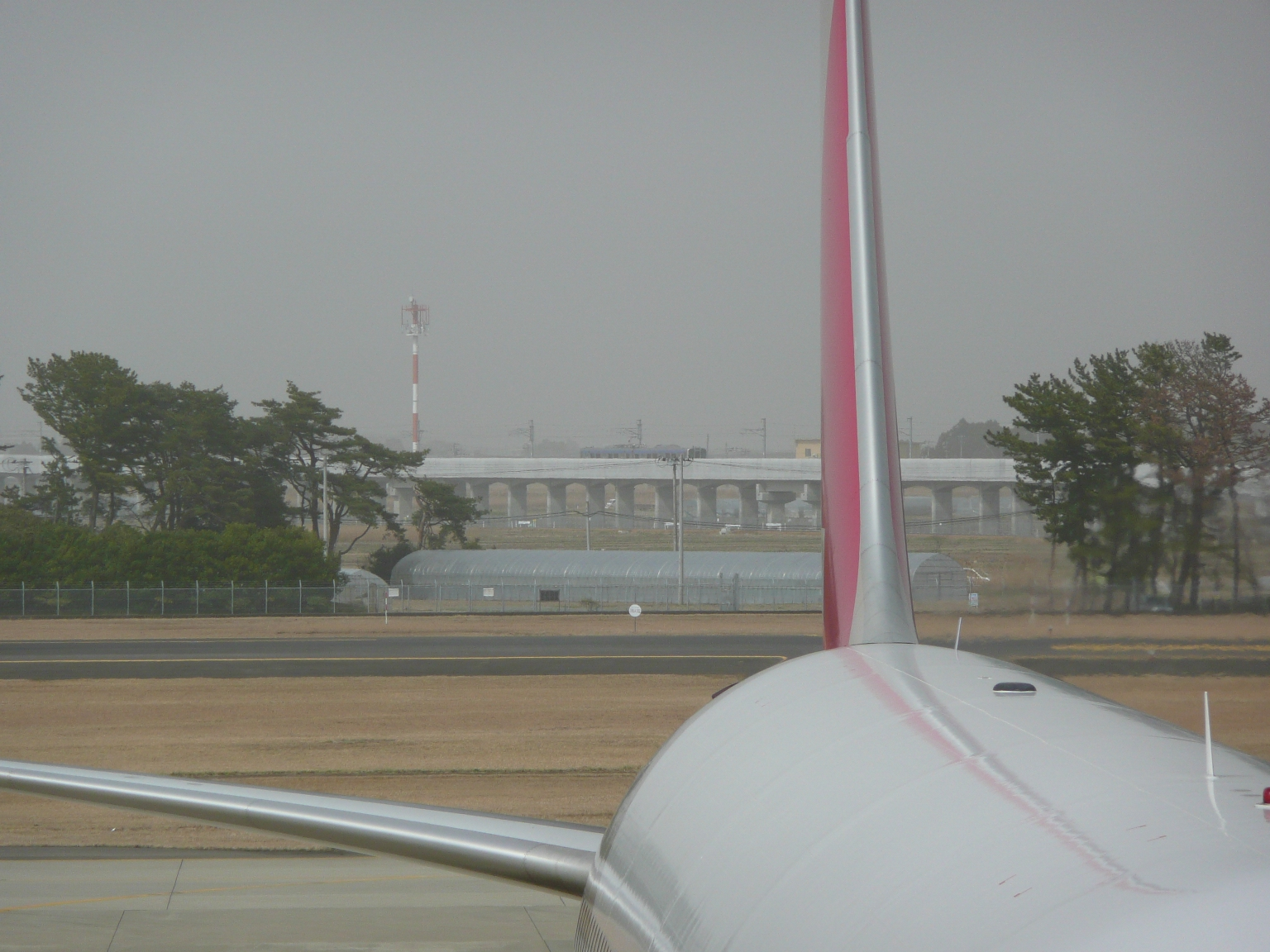
空港ターミナルより見る仙台空港線

## 運行形態
正式な起点は名取駅だが、列車運行および旅客案内では仙台空港駅から名取駅（および仙台駅方面）へ向かう列車が下り、逆方向が上りとなっている。
全列車が東北本線の仙台駅まで直通運転を行っている。仙台空港線のみの運転はない。1日あたり快速2本（1往復）を含む上下計88本（44往復）の列車を運行し、全列車でワンマン運転を実施している。
開業以来、定期列車において東北本線の仙台駅以北及び名取駅以南へ直通する列車は設定されていない。仙台空港アクセス線と東北本線・仙石東北ライン塩釜方面の一部の列車は仙台駅にて同一ホームで乗り換えできるよう便宜が図られている。
列車の運転業務は、自社とJR東日本の双方で担当しており、名取駅で乗務員交代は行わない。自社の乗務員は東北本線仙台駅まで乗務し、JRの乗務員も本路線内全区間を乗務する。自社の乗務員は仙台空港駅構内の運輸管理所に所属している。
- 所要時間（仙台空港駅 - 仙台駅間）
  - 普通列車：24分 - 28分
  - 快速列車：17分（途中、名取駅のみ停車）
- 運行頻度：2 - 3本/時
- 編成両数：2両または4両編成（多客時は6両編成）
- 初電・終電[14]
  - 仙台駅：初電5時45分、終電23時10分
  - 仙台空港駅：初電5時31分、終電23時23分

ダイヤ・所要時間については公式サイトを参照。

### ワンマン運転
仙台空港線における列車の運行方式は事実上、JR東日本が決定することになっており、同社は東北本線乗り入れ区間を含めて最大6両編成でのワンマン運転を検討していた。しかし、日本の地方鉄道でのワンマン運転は一般的に運転士が目視で安全確認をしやすい4両編成以下で行われている例がほとんどであり、仙台空港から仙台までの各駅にセンサーやホームドアの設置予定もないため、このことが地元マスメディアによって報道された後、安全性を懸念した宮城県がJR東日本に説明を求めるなどした。最終的には、仙台空港鉄道、JR東日本、宮城県がワンマン運転について協議して、これを判断することになった。
開業に備え、運行する車両の運転台にホーム監視用のモニタを、仙台空港線と同線に乗り入れをする東北本線の名取 - 仙台の各駅に監視カメラとその映像を車両へ伝送する装置をそれぞれ設置した。また開業からしばらくの間は混雑時間帯に運転士以外にも乗務員が添乗するほか、停車する各駅のホームに警備員を配置し安全性を確保することとなった。
沿線の宅地開発の進展や、仙台空港を利用する訪日外国人旅行者の急増で、増結が検討されている。増結のための車両を新造する場合は億単位の投資が必要になる。一方、車両運用を見直して他線の車両を直通あるいは転用するにしても、最大6両をワンマン運行する仙台空港線内を運行するためには、ホームに設置したカメラから映像を受信し、運転士がドアの開閉や発車を判断するためのモニターが必要であり、他線の車両を走行させるためには別途モニターを加える改造工事が必要となる。

## 車両

### 自社車両
- SAT721系

### 乗り入れ車両
- JR東日本
  - E721系500番台[注釈 3]

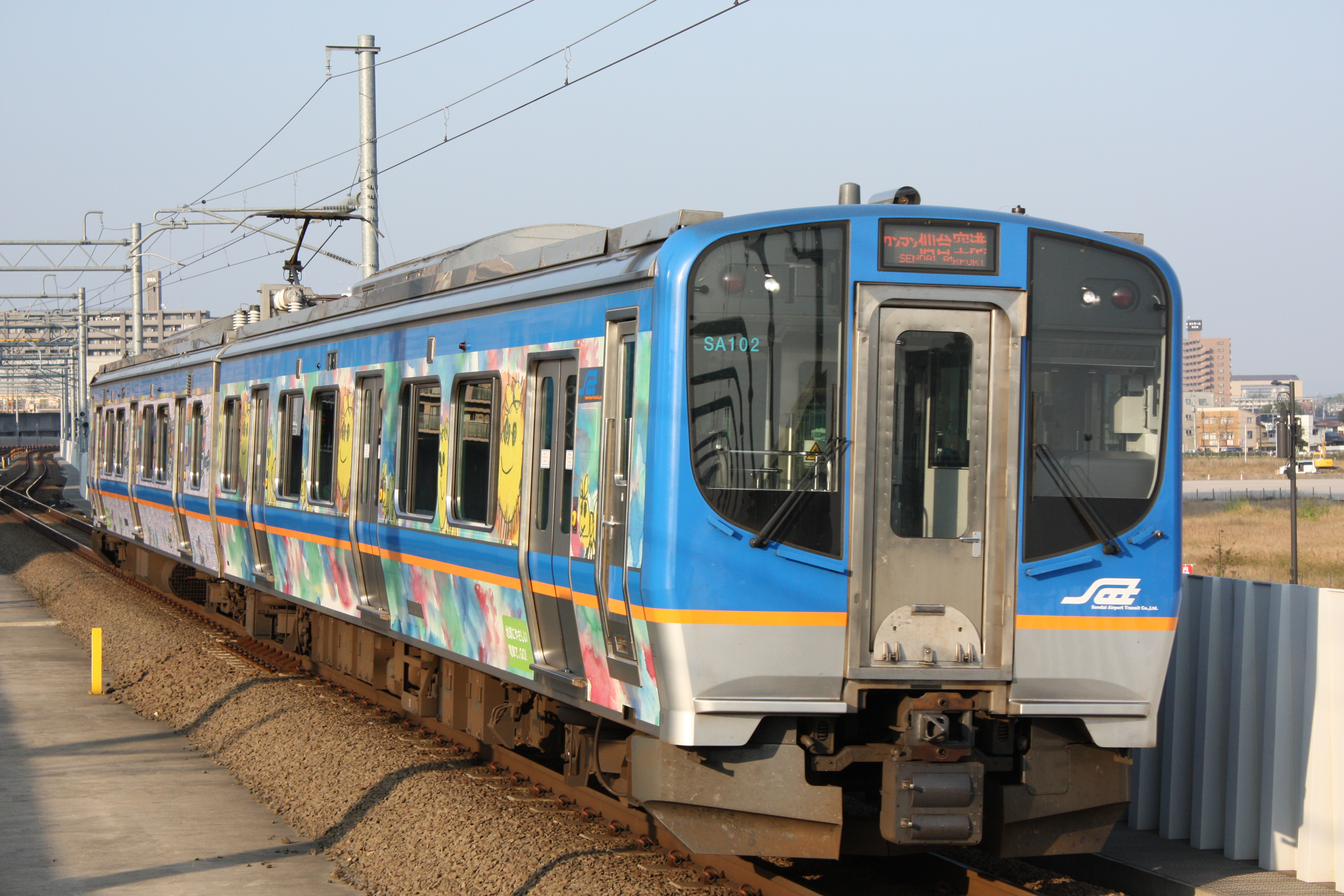
仙台空港鉄道SAT721系電車
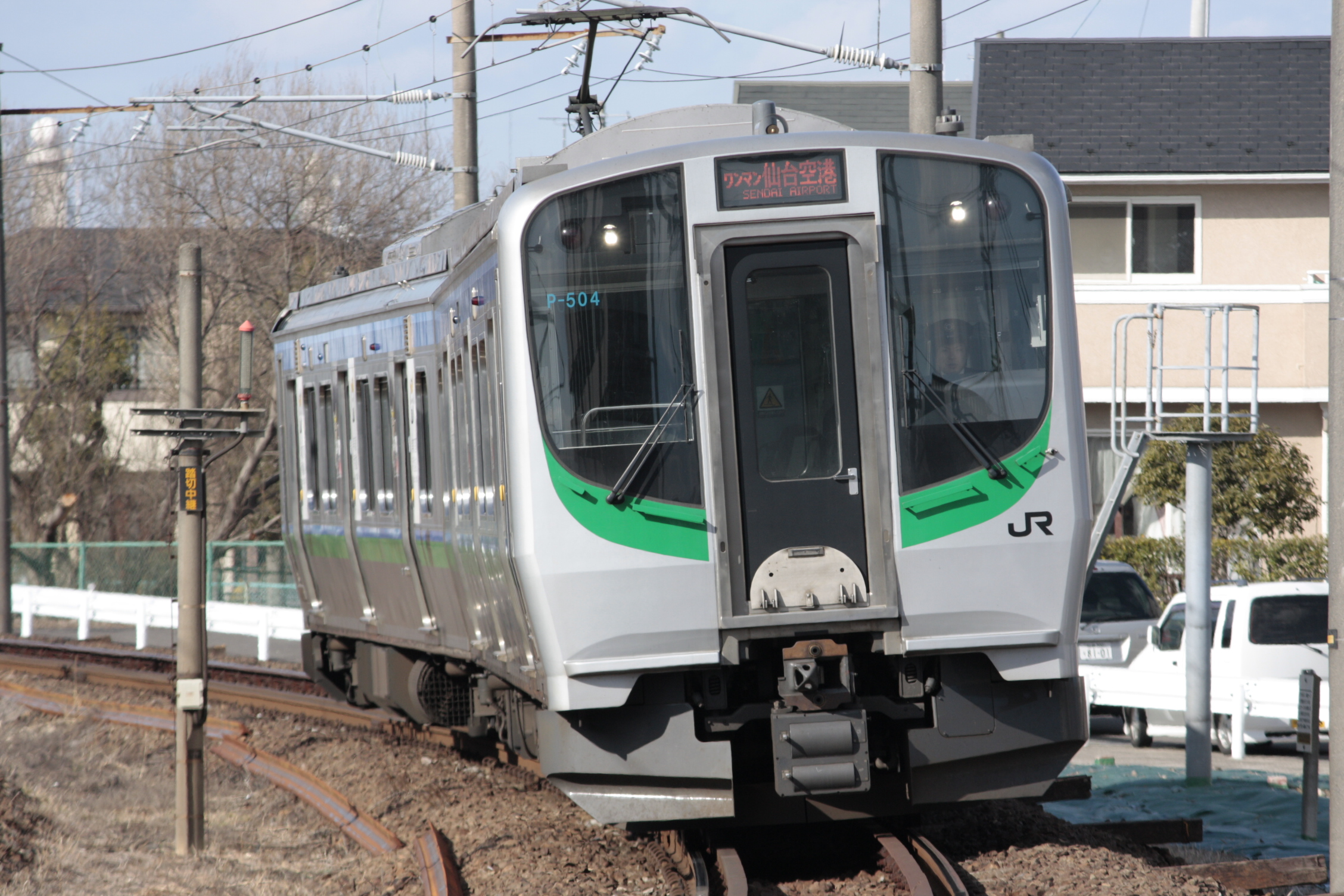
JR東日本E721系電車

## 運賃
仙台空港アクセス線のすべての列車は仙台空港駅から仙台駅まで直通で運転されるが、仙台空港 - 名取間は仙台空港鉄道の、名取 - 仙台間はJR東日本の事業区間であり、それぞれ別に運賃が定められている。仙台空港線の各駅と、JR東日本の仙台近郊の各駅では、仙台空港鉄道線区間とJR線区間の連絡乗車券が売られている。
| 着発駅     | 着発駅       | ICカード利用時 | ICカード利用時 | ICカード利用時 | ICカード利用時 |
| 着発駅     | 着発駅       | 名取           | 杜せきのした   | 美田園         | 仙台空港       |
| ---------- | ------------ | -------------- | -------------- | -------------- | -------------- |
| 切符購入時 | 名取         | ―              | 178円          | 220円          | 419円          |
| 切符購入時 | 杜せきのした | 180円          | ―              | 178円          | 314円          |
| 切符購入時 | 美田園       | 220円          | 180円          | ―              | 220円          |
| 切符購入時 | 仙台空港     | 420円          | 310円          | 220円          | ―              |

なお、仙台空港駅の自動精算機はICカードに対応していないため、残額不足の際に窓口での処理が必要になるが、その際にはICカード利用時の運賃が適用される。
当路線はJR線では無いため、青春18きっぷなどの、JRの企画乗車券は利用できない。
当初、仙台駅 - 仙台空港駅間の運賃は片道700円程度（JR線区間230円+仙台空港鉄道線区間470円程度）で検討されていた。しかし、自家用車利用者を取り込むために割安な運賃設定が必要であるとの判断から、仙台空港鉄道は名取駅 - 仙台空港駅間の運賃を片道400円として運賃の認可申請を行い、開業時の仙台駅 - 仙台空港駅間の運賃は片道630円となった。開業前に運行されていた仙台市交通局のエアポート・リムジンバス（仙台駅 - 仙台空港間・当時片道運賃910円）に比べて安い運賃となった。
杜せきのした駅と美田園駅の両駅前には、大空港で見られるような空港内ショッピングゾーンなどと似た店舗構成の商業施設が進出、または進出が予定されている。

## 沿革

### 経緯

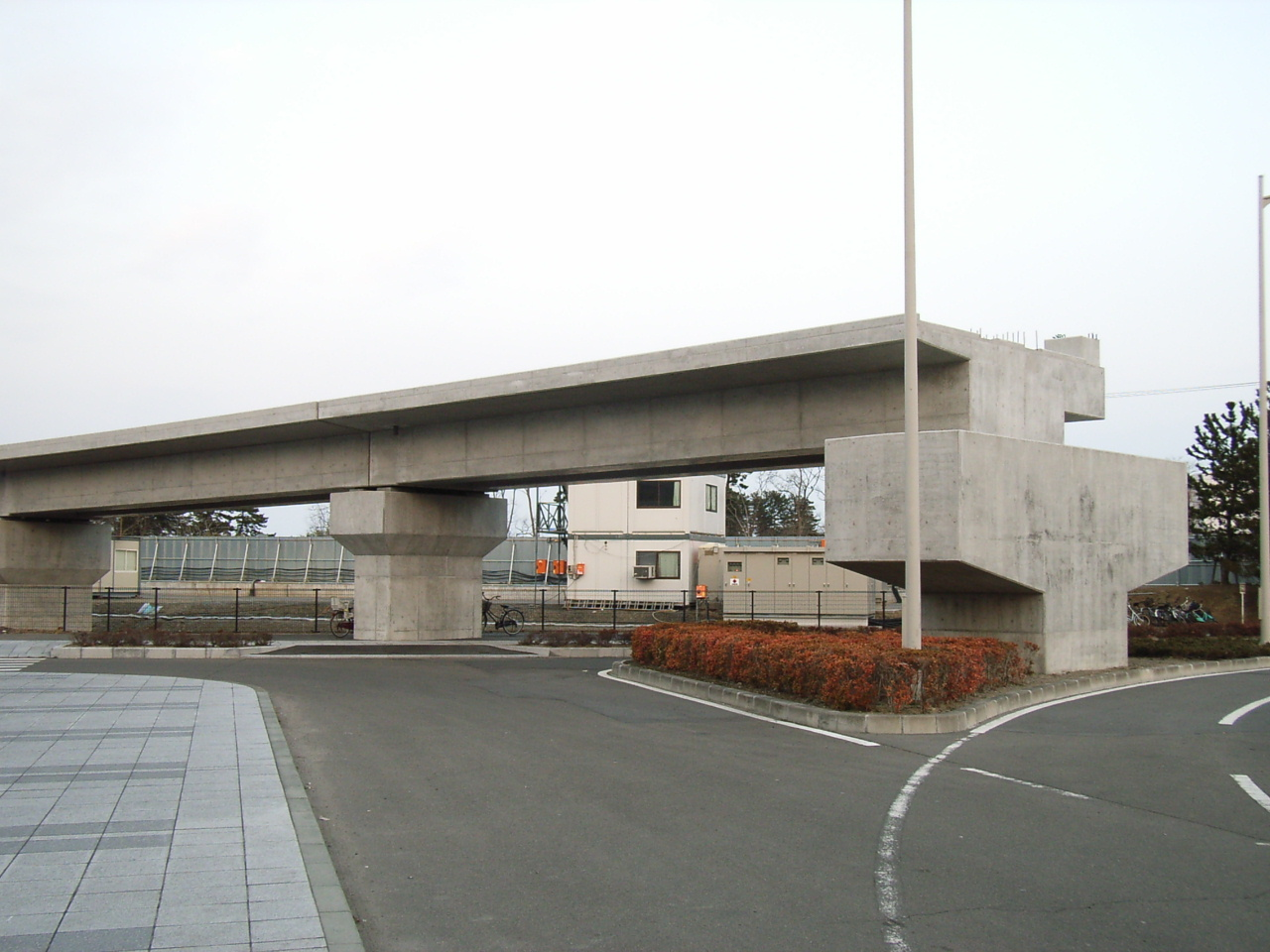
仙台空港駅付近で建設中の高架部（2005年3月10日撮影）

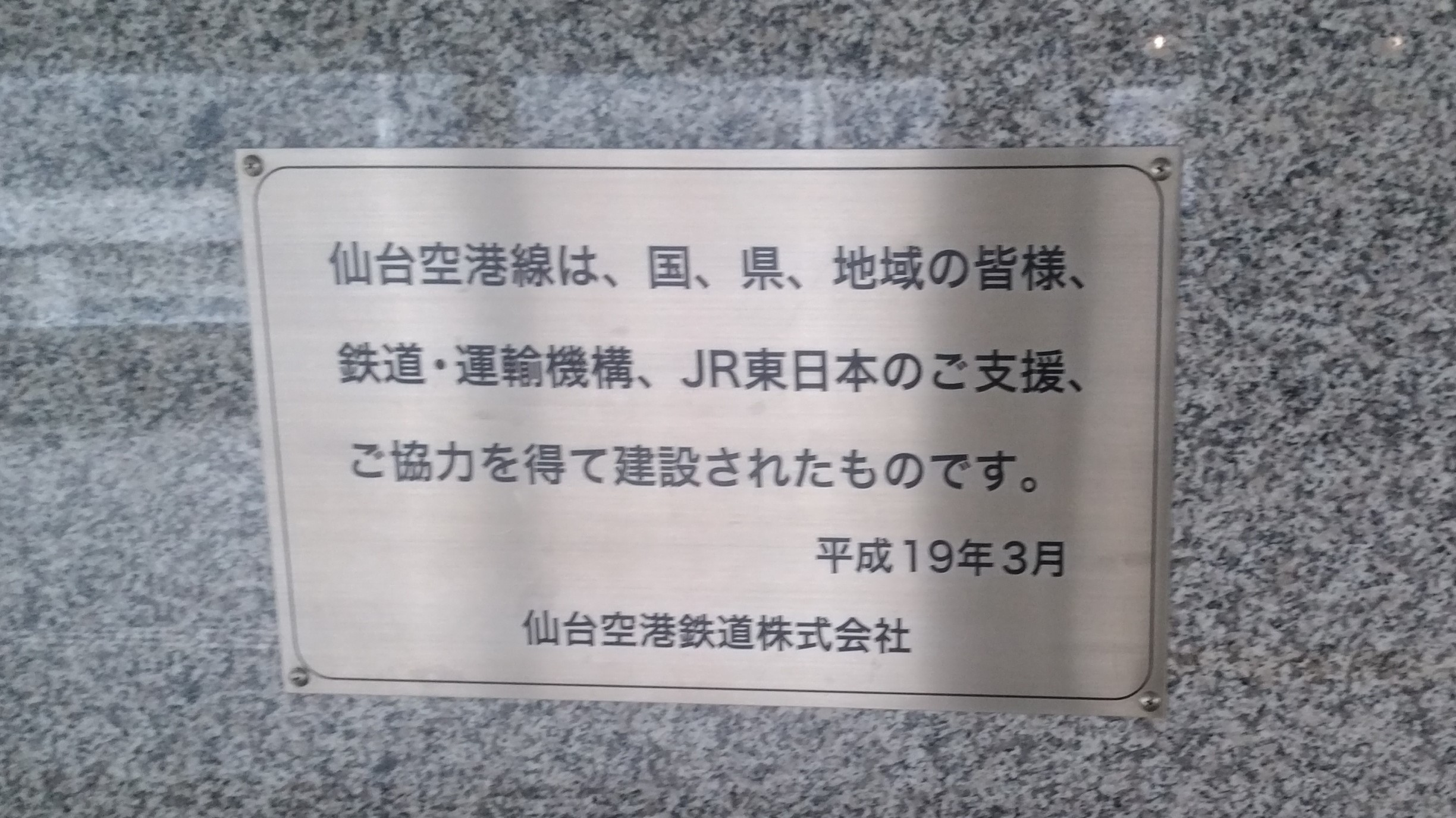
仙台空港駅の銘板

仙台空港線の構想は、仙台空港と仙台市都心部をつなぐ軌道系交通機関として1984年（昭和59年）3月に仙台地方陸上交通審議会が可能性検討の答申をしたことに始まる。日本政府が1991年（平成3年）11月に、仙台空港の滑走路を大型ジェット機対応の3,000mに拡張することを決定したのに合わせ、12月に空港アクセス鉄道整備検討委員会が宮城県を中心に設置され、仙台市営地下鉄南北線（当時の名称）の延伸、モノレール・新交通システムの新設、JR線分岐などの案が比較検討された結果、1992年（平成4年）8月にJR線分岐案に決定した。しかし、運営母体をJR東日本へ打診したものの、採算面から拒絶され、新たに第三セクターを設立することに決定。2000年（平成12年）4月に仙台空港鉄道株式会社が設立され、6月に第一種鉄道事業の認可を取得した。
仙台空港線の建設は2002年（平成14年）12月5日に着工された。建設費は349億円（総事業費は416億円）である（県の資料では事業費は約331億円）。建設と同時にJR東日本では仙台駅の改良や仙台空港線へ相互に乗り入れるための新形式の車両（E721系電車500番台）の製造を進め、仙台空港鉄道も同形の車両（SAT721系電車）を用意するなど、開業へ向けて準備が進められた。
また、宮城県は2001年（平成13年）に山形県へ仙台空港鉄道への出資を打診した。山形県民の海外渡航において半数以上が仙台空港を利用しており、さらに、仙台空港の国内線旅客の2割が山形県民であることを鑑みて、山形駅から仙山線・東北本線・仙台空港線経由で仙台空港駅まで直通運転（以下、「仙山線直通列車」）されれば同県にもメリットがあると判断し、5,000万円（資本比率として約0.7%）の出資を予算計上した。宮城県も、仙山線は仙台市青葉区を東西に横断する唯一の鉄道路線であり、愛子方面や北仙台駅での乗継客を見込めることから仙山線直通案には前向きに検討していた。だが、後日、山形・宮城両県で仙山線直通列車をJR東日本に要望したところ、ダイヤ上の問題や車両確保の問題から、臨時列車を含めて設定は困難との回答を受けた。出資の前提であった、仙山線直通列車の運行がなくなり、山形県は予算執行停止を決めた。しかし、JTB主催のハワイ旅行商品に合わせて、ゴールデンウィーク中（2007年4月30日・5月4日）に仙山線直通列車が臨時列車で運行されることが決まり、山形県は同年2月9日に予算執行を発表した。
2007年（平成19年）3月18日、JRの春のダイヤ改正に合わせて予定通り開業。この1日で約2万人が仙台空港線を利用した（仙台空港駅・美田園駅・杜せきのした駅の自動改札利用の乗降人数の合計。有人改札利用者含まず）。杜せきのした駅直結のダイヤモンドシティ・エアリ（現・イオンモール名取）への利用客が多かったため、下り快速2本が本来通過する同駅に停車した。
開業1年目の利用人数は、目標乗車数の7割程度であり、1日あたりの利用者も目標10000人のところ、7000人台に留まった。仙台空港鉄道では利用客を空港利用者・沿線から仙台への通勤利用者・沿線ショッピングセンターなどへの買い物利用者の3本立てに設定していた。空港利用者と買い物利用者は目標どおりの乗車率となったが、沿線の開発が始まったばかりであり、通勤利用が低迷していることが目標を達成できなかった主要因とされる。
開業当初は、仙山線との接続の悪さ（仙山線列車が仙台駅7／8番線に入線するのと同時に仙台空港線列車が同駅3番線を出発）が指摘されていたが、2008年（平成20年）3月15日ダイヤ改正では、青葉区（北仙台・愛子）近郊・山形方面からの利用客取り込みのために、仙山線との接続を重視した時刻設定となった。

### 名取市と仙台市の合併議論との関連
1967年（昭和42年）には仙台・名取両市を含む仙塩地区3市1町1村での合併協議が、1991年（平成3年）と、1994年（平成6年）から1996年（平成8年）にかけては、仙台・名取両市での合併議論があった。このうち、1991年（平成3年）の合併議論が仙台空港アクセス線構想と特に関係がある。
仙台市が周辺市町と合併して1989年（平成元年）4月1日に政令指定都市に移行した際、合併のバーターとして旧泉市（現・仙台市泉区）には仙台市営地下鉄南北線が泉中央駅まで延伸されたが、仙台空港アクセス鉄道構想が具体化し始めた1991年（平成3年）には地下鉄南北線を空港まで延伸する案もあったため、仙台市と名取市の合併話も生まれた。このとき、名取市が仙台市に編入されることで仙台空港も仙台市内となり、臨空工業地区への工場誘致が容易となるとの意見もあった。一方、名取市では単独での税収増が予想されていたことから、結果として両市の合併は実現しなかった。

### 東日本大震災の影響
2011年（平成23年）3月11日に発生した東北地方太平洋沖地震（東日本大震災）は仙台空港線にも重大な被害をもたらし、特に仙台空港駅および空港トンネルは津波により甚大な被害を被った。鉄道の防音壁は各所で倒壊、崩落が見られ、空港駅1階部分は躯体だけを残し、内部はほぼ壊滅状態となった。レールも一部にゆがみが発生し、路盤のコンクリートも破損した。車両は空港駅及び仙台駅に停車していたので大きな被害はなかった。復旧費用は30億円。4月2日から名取駅 - 美田園駅間、名取駅 - 仙台空港間において、朝夕を中心に代行バスが運行された。また4月21日より仙台駅東口 - 仙台空港間の臨時のシャトルバスを一般社団法人宮城県バス協会が運行開始した。
7月23日より名取 - 美田園間で運行が再開されたが、仙台空港駅に4両2編成が停車している影響で70%ほどの便数で運行した。また代行バスの運転区間が美田園 - 仙台空港間に短縮された。
仙台空港駅に留置されている車両は、21日の夜に仙台空港駅から美田園駅まで、22日の昼に美田園駅から名取駅まで、23日の早朝に名取駅から仙台車両センターまで回送された。
10月1日に全線で運転を再開した。9月30日を以って代行バスと臨時のシャトルバスの運行が終了した。

## 駅一覧
- 起点駅から順に掲載しているが、列車は仙台空港行きが上り、仙台行きが下り列車である。
- 線路 … 全線単線。∨・◇・∧：列車交換可能（∨：起点、∧：終点）、｜：列車交換不可能
- 普通列車は全列車がすべての駅に停車する。
- 快速…●：停車駅、｜：通過駅
- 全駅宮城県名取市内に所在。

| 駅名           | 営業キロ | 営業キロ | 快速 | 接続路線                                               | 線路 |
| 駅名           | 駅間     | 累計     | 快速 | 接続路線                                               | 線路 |
| -------------- | -------- | -------- | ---- | ------------------------------------------------------ | ---- |
| 名取駅         | -        | 0.0      | ●    | 東日本旅客鉄道：東北本線（仙台駅まで直通運転）・常磐線 | ∨    |
| 杜せきのした駅 | 1.8      | 1.8      | ｜   |                                                        | ｜   |
| 美田園駅       | 2.0      | 3.8      | ｜   |                                                        | ◇    |
| 仙台空港駅     | 3.3      | 7.1      | ●    |                                                        | ∧    |

1. ↑  線路名称上は岩沼駅までだが、運転系統上は全列車が仙台駅まで乗り入れており、名取駅でも直通列車が利用できる。